# Gastronomia (pubblico esercizio)

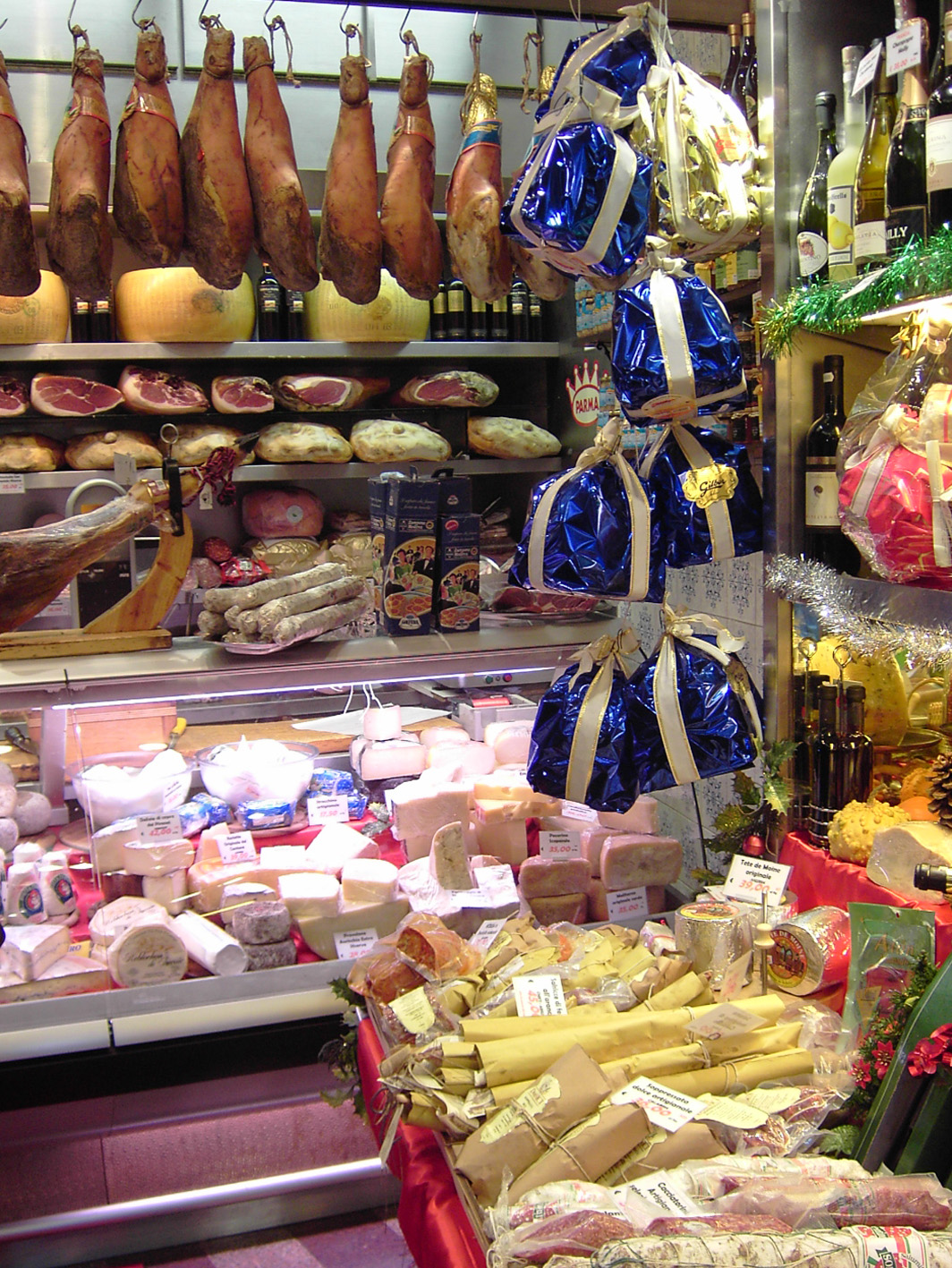
Interno di una gastronomia

Per gastronomia si intende un negozio che vende cibi pronti artigianali, esotici, e stranieri, pani e salumi. In molti casi, le gastronomie servono alimenti pregiati.

## Storia
Le prime gastronomie risalgono al 18º secolo, e vennero aperte in Germania, ove prendono il nome di delikatesse. La più antica gastronomia tedesca è probabilmente la Dallmayr, aperta intorno al 1700, e ricordata per essere stata la prima a importare sul suolo tedesco banane, manghi e prugne da luoghi lontani come le Isole Canarie e la Cina. Oggi, la Dallmayr è la più grande azienda del suo genere in Europa.
La presenza degli immigrati tedeschi e ebrei aschenaziti negli Stati Uniti portò alla nascita delle delikatessen oltreoceano a cavallo fra Ottocento e Novecento. Oggi le gastronomie sono diffuse in vari paesi dell'Europa e nel Nord America.